# Quex
Quex 是一个词法分析器的产生器，它能创建C或者C++语言的词法分析器。Quex的一个显著特征是它能支持基于Unicode字符串的输入，而且创建的分析器代码是直接编码格式的（而非查表格式），具有较高的分词速度。另外，Quex在描述词法分析的语法上采用了类似于C++的继承语法和分模块语法，这使得语法的复用非常简单，语法结构更为清晰。

## 特性

### 直接编码词法分析器
Quex使用传统的汤普森创造法，从从正则表达式首先创建不确定性有限状态机,然后通过压缩和归并转换为确定性有限状态机，通过Hopcroft优化算法，使得确定性有限状态机的状态个数达到最小。通过这些机制，使得构建词法分析器的计算时间可以大大减少。相比其他词法分析器生成器只能处理[ASCII]字符串的情况，Quex还可以支持Unicode字符集，并可以产生合理的运算时间的词法分析器。
相比基于查表结构的词法分析器，Quex产生的直接编码方式的代码具有更高的运算速度，而且直接编码方式的代码更接近于人类手工书写的词法分析器代码，因此比查表结构的代码具有良好的可读性。

### 支持Unicode字符输入
Quex可以处理包含完整的Unicode代码点范围（0至10FFFFh）的字符输入，同时Quex的词法语法提供了支持Unicode的正则表达式格式。例如，与二进制属性XID_Start的Unicode代码点可以用表达式指定的\P{XID_Start}或\P{XIDS}来描述。Quex还可以生成代码来调用iconv库或ICU的字符格式转换程序。Quex遵循Unicode Consortium提出的Unicode标准，若Unicode标准更新，则只需要将新版本的标准文件复制到到Quex相应的目录即可完成Quex对Unicode的支持更新。

### 词法分析模式
和传统的词法分析器（如LEX和Flex），Quex支持词法分析器中存在多个词法分析子模块（子模式）。除了传统的正则表达式的模式匹配外，Quex还可以指定事件动作：例如代码执行期间进入或退出一个模块或发现任何模式匹配时。Quex这种模块设计可以通过继承方式，让派生和继承模块很容易共享基类模块的匹配模式和事件操作。

### 先进的缓冲处理
Quex提供了先进的数据缓冲和重新装载，保证了运行时的高效和灵活。Quex以插件的方式提供字符转换的用户接口，允许用户使用自定义的字符集转换程序。当需要新的缓冲区填充的时候，转换程序被激活。默认情况下Quex使用的是iconv字符转换库，能够提供多种字符编码集之间的转换。

## 范例
```
can be translated into Quex source code as follows:
```

Quex使用的字符串匹配语法和经典lex和FLEX的词法生成器工具采用的正则表达式语法类似。Flex中的例子程序可以很容易的转换为Quex的语法。
```
header
 
{

   
#include
 
<cstdlib>
  // C++ version of 'stdlib.h'

}

define
 
{

   
digit
     
[
0-9
]

   
letter
    
[
a
-
zA
-
Z
]

}

mode
 
X
 
:

<
skip
:
     
[
 
\
t
\
n
\
r
]
>
 

{

    
"+"
                  
=>
 
QUEX_TKN_PLUS
;
       

    
"-"
                  
=>
 
QUEX_TKN_MINUS
;
      

    
"*"
                  
=>
 
QUEX_TKN_TIMES
;
      

    
"/"
                  
=>
 
QUEX_TKN_SLASH
;
      

    
"("
                  
=>
 
QUEX_TKN_LPAREN
;
     

    
")"
                  
=>
 
QUEX_TKN_RPAREN
;
     

    
";"
                  
=>
 
QUEX_TKN_SEMICOLON
;
  

    
","
                  
=>
 
QUEX_TKN_COMMA
;
      

    
"."
                  
=>
 
QUEX_TKN_PERIOD
;
     

    
":="
                 
=>
 
QUEX_TKN_BECOMES
;
    

    
"="
                  
=>
 
QUEX_TKN_EQL
;
        

    
"<>"
                 
=>
 
QUEX_TKN_NEQ
;
        

    
"<"
                  
=>
 
QUEX_TKN_LSS
;
        

    
">"
                  
=>
 
QUEX_TKN_GTR
;
        

    
"<="
                 
=>
 
QUEX_TKN_LEQ
;
        

    
">="
                 
=>
 
QUEX_TKN_GEQ
;
        

    
"begin"
              
=>
 
QUEX_TKN_BEGINSYM
;
   

    
"call"
               
=>
 
QUEX_TKN_CALLSYM
;
    

    
"const"
              
=>
 
QUEX_TKN_CONSTSYM
;
   

    
"do"
                 
=>
 
QUEX_TKN_DOSYM
;
      

    
"end"
                
=>
 
QUEX_TKN_ENDSYM
;
     

    
"if"
                 
=>
 
QUEX_TKN_IFSYM
;
      

    
"odd"
                
=>
 
QUEX_TKN_ODDSYM
;
     

    
"procedure"
          
=>
 
QUEX_TKN_PROCSYM
;
    

    
"then"
               
=>
 
QUEX_TKN_THENSYM
;
    

    
"var"
                
=>
 
QUEX_TKN_VARSYM
;
     

    
"while"
              
=>
 
QUEX_TKN_WHILESYM
;
   

    
{
letter
}({
letter
}
|
{
digit
})
*
 
=>
 
QUEX_TKN_IDENT
(
strdup
(
Lexeme
));

    
{
digit
}
+
                    
=>
 
QUEX_TKN_NUMBER
(
atoi
(
Lexeme
));

    
.
                           
=>
 
QUEX_TKN_UNKNOWN
(
Lexeme
);

}

```

通过使用符号“=>”操作符，可以将特定的匹配字符串和对应的词法的Token的ID进行关联。尖括号中的语法表示词法分析器将跳过由空格和tab等组成的字符，圆括号内表示字符串匹配后，可调用C函数进行相应的处理。
对于更复杂的处理，可使用花括号包含所需要的处理语句，如下所示：
```
    
...

    
{
digit
}
+
       
{

           
if
(
 
is_prime_number
(
Lexeme
)
 
)
     
++
prime_number_counter
;

           
if
(
 
is_fibonacci_number
(
Lexeme
)
 
)
 
++
fibonacci_number_counter
;
  

           
self
.
send
(
QUEX_TKN_NUMBER
(
atoi
(
Lexeme
)));

    
}

    
...

```

以上的代码，可以被用来统计处理字符串中的数值的个数。

## 另外可查阅
- Lexical analysis
- 关于托马斯构建法和Hopcroft优化方法，可查阅书籍例如 Compilers: Principles, Techniques, and Tools.